# NGC 1893
NGC 1893 är en öppen stjärnhop i stjärnbilden Kusken inbäddad i HII-regionen IC 410 ungefär 1,5° sydväst om dubbelstjärnan Struve 698. Stjärnhopen upptäcktes 22 december 1827 av John Herschel. 

## Egenskaper
Bilder av NGC 1893 tagna av Chandra-teleskopet tyder på att den innehåller ca 4 600 unga stjärnor.
Den är en av de yngsta stjärnhoparna man känner till och de flesta stjärnorna i hopen är svaga, men träder ändå fram i förgrunden mot de omgivande stjärnfälten.